# Marta Giesemann
Marta Giesemann, geborene Marta Borchers (* 4. September 1897 in Hildesheim; † 19. November 1974 in Spetisbury, Großbritannien) war eine deutsche Politikerin (SPD).

## Leben
Marta Giesemann ist als Marta Borchers in Hildesheim geboren. Nach dem Besuch von Mittelschule und Lyzeum war sie an der Frauenschule und besuchte technische Kurse am Oberlyzeum in Hildesheim. 1917 machte sie ihr Examen als Hauswirtschaftslehrerin, 1920 das als Handarbeitslehrerin. 1927 zog sie nach Leonberg-Eltingen. Dort arbeitete sie bis 1947 als Lehrerin.

## Politik
Seit 1920 gehörte sie der SPD an und war bis 1933 Funktionärin für Jugend- und Frauenarbeit. Nach dem Krieg war sie bis 1960 Vorsitzende des Landesfrauenausschusses, zuerst in Württemberg-Baden, dann ab 1952 in Baden-Württemberg. Sie war als Vertreterin der Frauen im Landesvorstand der SPD. Von 1950 bis 1952 gehörte sie dem Landtag von Württemberg-Baden an und war in der Verfassungsgebenden Landesversammlung Baden-Württemberg. Danach war sie bis 1956 Abgeordnete im ersten Landtag von Baden-Württemberg. Im Gemeinderat der Stadt Leonberg setzte sie ihre politische Arbeit im Zeichen sozialen Engagements fort. Bis zu ihrem Tod war sie unter anderem als Vorstandsmitglied der Familienbildungsstätte aktiv.